# Sayed Mohammad Hashemi
Pour les articles homonymes, voir Hashemi.
Sayed Mohammad Hashemi est un footballeur afghan né le 2 mars 1994 à Hérat. Il évolue au poste de défenseur au Shaheen Asmayee FC.

## Biographie

### En équipe nationale
Il reçoit sa première sélection en équipe d'Afghanistan le 6 février 2015, en amical contre le Pakistan (défaite 2-1).
Il inscrit son premier but en équipe nationale le 31 décembre 2015, contre le Sri Lanka, lors des demi-finales du championnat d'Asie du Sud.
Il dispute deux matchs rentrant dans le cadre des éliminatoires du mondial 2018, contre le Japon et Singapour.

## Carrière
- 2012-201. : Shaheen Asmayee FC ( Afghanistan)

## Palmarès
- Finaliste du championnat d'Asie du Sud en 2016 avec l'équipe d'Afghanistan
- Champion d'Afghanistan en 2013 et 2014 avec le Shaheen Asmayee FC